# Porto Rico aux Jeux olympiques d'hiver de 1994
Cet article contient des informations sur la participation et les résultats de Porto Rico aux Jeux olympiques d'hiver de 1994, qui ont eu lieu à Lillehammer en Norvège. 

## Résultats

### Bobsleigh
| Traîneau | Athlètes                                                | Épreuve      | Manche 1 | Manche 1 | Manche 2 | Manche 2 | Manche 3 | Manche 3 | Manche 4 | Manche 4 | Total         | Total |
| Traîneau | Athlètes                                                | Épreuve      | Temps    | Rang     | Temps    | Rang     | Temps    | Rang     | Temps    | Rang     | Temps         | Rang  |
| -------- | ------------------------------------------------------- | ------------ | -------- | -------- | -------- | -------- | -------- | -------- | -------- | -------- | ------------- | ----- |
| PUR-1    | John Amabile Jorge Bonnet                               | Bob à deux   | 55 s 18  | 40       | 55 s 46  | 42       | 55 s 38  | 41       | 55 s 19  | 39       | 3 min 41 s 21 | 40    |
| PUR-1    | Liston Bochette José Ferrer Jorge Bonnet Douglas Rosado | Bob à quatre | 53 s 52  | 26       | 53 s 50  | 26       | 53 s 57  | 25       | 53 s 43  | 25       | 3 min 34 s 02 | 25    |